# Werdau
Werdau é um município da Alemanha, situado no distrito de Zwickau, no estado da Saxônia. Tem 65,60 km² de área, e sua população em 2019 foi estimada em 20.623 habitantes.